# Trampolino (tuffi)

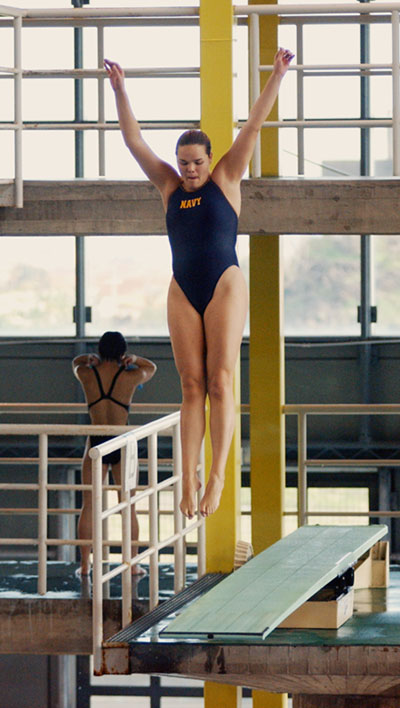
Tuffatrice mentre esegue un tuffo dal trampolino.

Il trampolino è uno degli attrezzi utilizzati nello sport dei tuffi, costituito da una tavola elastica, che messa in vibrazione dall'atleta, conferisce la spinta necessaria per poter effettuare delle evoluzioni acrobatiche prima di raggiungere l'acqua.
Le pedane del trampolino sono comunemente fissate da una cerniera ad una estremità (così da poter essere sollevate quando non in uso), mentre l'altra estremità si trova libera è disposta su una piscina, mentre un punto a metà tra la cerniera e il terminale della tavola poggia su un fulcro regolabile.

## Materiali
I trampolini moderni sono realizzati in un unico pezzo estruso di alluminio per aeronautica. Il Maxiflex Modello B, utilizzato in tutte le principali competizioni di tuffi, è realizzato in detto materiale, ed è sottoposto ad un trattamento termico che gli conferisce una resistenza allo snervamento di 50 000 psi. La superficie antisdrucciolo del trampolino viene creata utilizzando una resina epossidica, rifinita con una pellicola di pietra focaia e silice. Questa resina ha il colore dell'acqua per riproporre la tonalità dell'acqua di una piscina pulita.

## Regolazione della costante elastica
La costante elastica di un trampolino viene generalmente regolata per mezzo di un fulcro che si trova circa a metà strada lungo il trampolino. I trampolini sono di solito gestiti in un regime lineare che obbedisce alla legge di Hooke. Quando viene caricato dalla spinta di un tuffatore, la combinazione approssimata della massa e della costante di rigidità della molla  determinare una frequenza di risonanza che è regolabile mediante la costante elastica (determinata dalla posizione del fulcro). Poiché il sistema risultante è in un regime approssimativamente lineare, può essere abbastanza accuratamente modellato da una equazione differenziale di secondo ordine. Tipicamente la frequenza di risonanza può essere regolata in un intervallo fra 2:1 o 3:1 (rapporto).
Il fulcro è solitamente spostabile in un range di circa 75 cm ed è impostato per mezzo di una manopola di circa 35 cm di diametro. Per irrigidire il trampolino (avvitando), la manopola è normalmente abilitata in senso antiorario. Ciò è non è molto intuitivo, dato che di solito le cose vengono serrate in senso orario. Inoltre per il tuffatore, in piedi sulla pedana, è difficile far ruotare la ruota con il piede, perché essa deve ruotare in modo contrario rispetto al senso di marcia dell'atleta. In questo modo gli atleti hanno spesso bisogno di chinarsi per regolare la ruota o scendere dalla tavola per impostare la posizione.

## Altezza sul pelo dell'acqua
I trampolini sono normalmente sistemati a 1 o 3 m sulla superficie dell'acqua. È molto raro che si trovino montati ad un'altezza diversa da queste due standard.

### Altezze storiche dei trampolini
Molti anni addietro, i trampolini, normalmente realizzati in legno, erano posti a 90 cm e a 1,80 m sul pelo dell'acqua.